# Durell Software
Durell Software est une entreprise de développement de logiciels située à Taunton au Royaume-Uni, fondée en 1983 par Robert James Durell White.
Jusqu'en 1987, Durell a développé 19 jeux pour différents ordinateurs 8-bit tels que Oric 1, ZX Spectrum, C64, BBC Micro, Acorn Electron et Amstrad CPC.
Le plus grand succès a été Harrier Attack qui s'est vendu à plus de 250 000 copies.
En 1987, le catalogue de Durell est vendu à Elite Systems.

## Jeux
- Galaxy 5 (1983)
- Lunar Lander / Asteroids (1983)
- Starfighter (1983)
- Scuba Dive (1983)
- Harrier Attack (1983)
- Jungle Trouble (1983)
- Lunar Landing (1984)
- Combat Lynx (1984)
- Mineshaft (1984)
- Critical Mass (1985)
- Saboteur (1985)
- Deep Strike (1986)
- Fat Worm Blows a Sparky (1986)
- Thanatos (1986)
- Turbo Esprit (1986)
- Chain Reaction (1987)
- Saboteur 2: Avenging Angel (1987)
- Sigma 7 (1987)
- Spitfire (1989)
- Death Pit